# モンチ
モンチ（スペイン語: Monchi）ことラモン・ロドリゲス・ベルデホ（スペイン語: Ramón Rodríguez Verdejo、1968年9月20日 - ）は、スペイン・カディス県サン・フェルナンド出身の元サッカー選手。現役時代のポジションはゴールキーパー。
現在はアストン・ヴィラFCのスポーツディレクター職を務めている。

## 経歴

### 現役時代
1968年9月20日、アンダルシア州カディス県サン・フェルナンドにて誕生。その後、ゴールキーパーとしてセビージャFCの下部組織に入団、1988年にBチームに相当するセビージャ・アトレティコにてプロデビュー、1990年からトップチームに昇格し、1999年の現役引退までセビージャ一筋でプレーした。

### スポーツディレクター時代
セビージャFC
1999年には31歳の若さで現役引退し、会長のロベルト・アレスの要請を受けて、2000年夏にセビージャのスポーツディレクターに就任した。それまでのセビージャは中堅クラブの域を出ないレベルであり、財政的にも苦しく、特に1990年代後半は1部と2部を行き来するなど低迷していた時期にあった。その中でスポーツディレクター職に就任したモンチは「安く買って高く売る」というビジネスモデルと下部組織の強化という二点に活路を見出し、2000年に監督に就任したホアキン・カパロスや2002年に会長職に就任したホセ・マリア・デル・ニドらと共にセビージャを再建、セビージャを強豪クラブにまで押し上げた。
2005年には下部組織出身のセルヒオ・ラモスを2700万ユーロでレアル・マドリードに売却したが、これはスペインの10代選手としては最高額だった。他にもホセ・アントニオ・レジェス、ヘスス・ナバス、アルベルト・モレノなども高額な移籍金と引き換えに売却している。また原石を発掘する慧眼も称賛されており、2003年に150万ユーロの移籍金で獲得したダニエウ・アウヴェスを2008年にFCバルセロナに4000万ユーロ相当で売却、250万ユーロで獲得したジュリオ・バチスタは2005年にレアル・マドリードに2000万ユーロ以上で売却、他にもイヴァン・ラキティッチ、カルロス・バッカ、アレイクス・ビダルなどが軒並み獲得時の倍以上の額で売却されており、2億7000万ユーロ以上の売却益をクラブにもたらしていると報じられるなど、そのあまりの功績故に会長を超えた存在とも評されている。
ASローマ
2017年3月にセビージャからの退団を表明し、4月25日にイタリア・セリエAのASローマのスポーツディレクターとして4年契約を結んだ。ローマにもセビージャ時代と同様の「安く買って高く売る」というビジネスモデルを持ち込み、就任から2年間で3億3365万ユーロ（約417億）近い売却益をもたらしたと報じられているが、一方で残留を公約していたモハメド・サラーやアリソンなどのサポーター人気も高かった主力を軒並み放出しながら、獲得した後釜が前任者以上の成果を残せず（ニコロ・ザニオーロは唯一の成功と言われている）、無冠が続いたことで徐々にサポーターから非難を浴びるようになった。さらに全権を委譲されながら、会長相談役のフランコ・バルディーニとの方針の相違も報じられ、最終的に自身が続投を支持していたエウゼビオ・ディ・フランチェスコ監督の進退を巡ってクラブと対立、2019年3月8日にローマは、ディ・フランチェスコの解任と同時にモンチとも契約解消に合意したことを発表した。後日、モンチは退任理由についてローマ会長のジェームズ・パロッタとの確執を明かしたが、パロッタは否定したうえでモンチのプロジェクトの失敗を指摘した。
セビージャFC
アーセナルFCのスポーツディレクター就任も報じられていたが、2019年3月17日、古巣セビージャのスポーツディレクターに復帰したことが発表された。
アストン・ヴィラFC
2023年6月16日、セビージャFC退団とアストン・ヴィラFCのスポーツディレクター就任を発表。クラブはモンチのポストを"フットボール関連全般の責任を負う最高責任者"としている。監督を務めるウナイ・エメリとは共にセビージャのEL3連覇を果たした仲間であり、同じスポーツディレクター・監督の立場で再びタッグを組む事となった。